# شيلا فريزر
شيلا فريزر (بالإنجليزية: Sheila Frazier)‏ هي ممثلة أمريكية، ولدت في 13 نوفمبر 1948 بذا برونكس في الولايات المتحدة.

## وصلات خارجية
- شيلا فريزر على موقع IMDb (الإنجليزية)
- شيلا فريزر على موقع قاعدة بيانات الفيلم (الإنجليزية)